# Gina Bellman

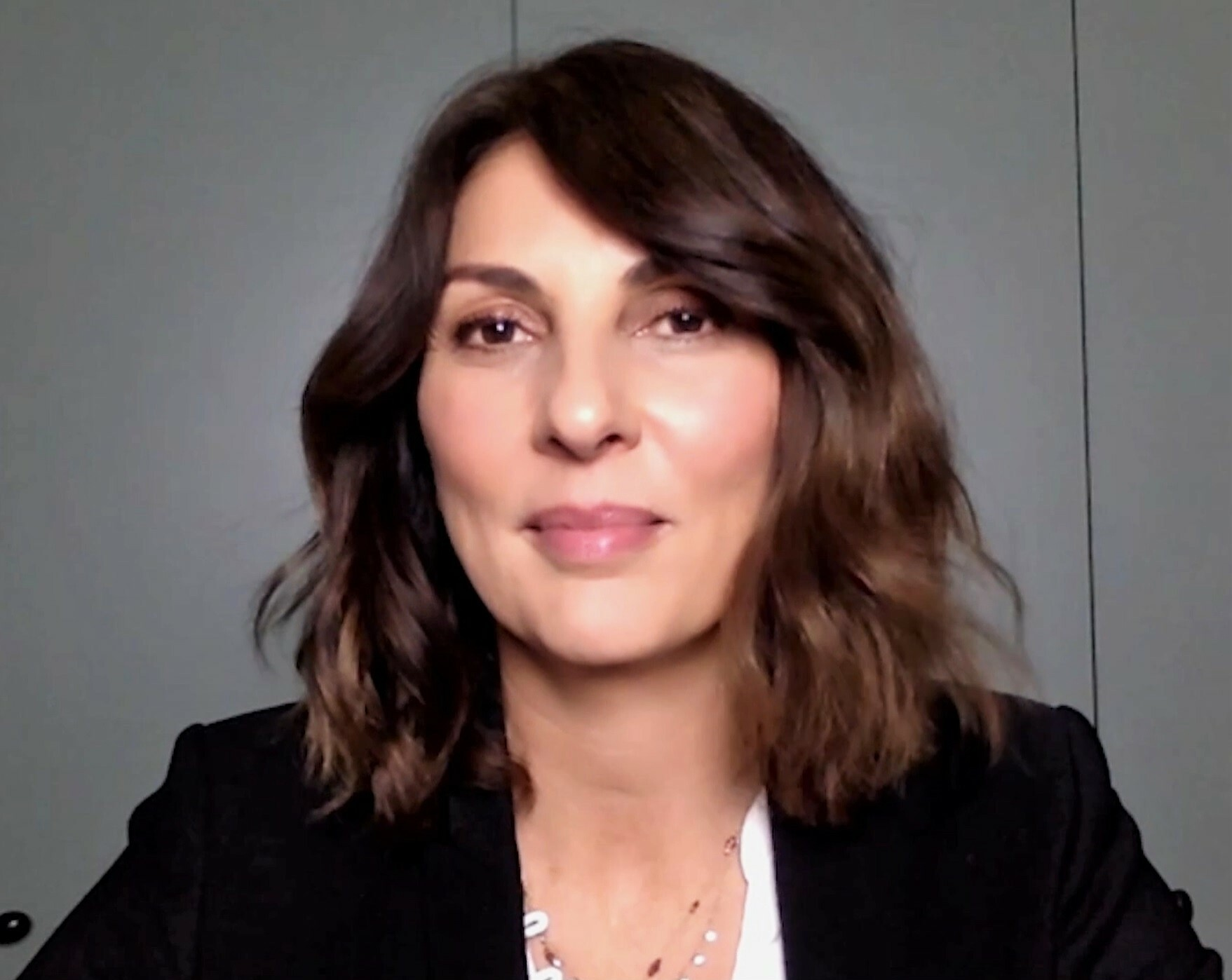
Gina Bellman, 2023

Gina Bellman (* 10. Juli 1966 in Auckland, Neuseeland) ist eine britische Schauspielerin.

## Leben
Bellman wurde als Kind russisch-polnischer Juden geboren, die in den 1950er Jahren von England nach Neuseeland emigriert waren. Als sie elf Jahre alt war, zog die Familie zurück nach England.
Mit 14 Jahren spielte Bellman am Nationaltheater in dem Stück The Crucible mit. Ihre nach eigenen Angaben erste professionelle Rolle war eine Nebenrolle als Tamar in der 1985er-Verfilmung von King David. Bekannt wurde sie 1989 durch die Buch-Verfilmung von Blackeyes. Eine weitere bekannte Rolle (außerhalb von Großbritannien wahrscheinlich die bekannteste) ist die der Jane in der BBC-Sitcom Coupling.
Des Weiteren spielte sie in Filmen wie Du lebst noch 7 Tage und Paranoid sowie einigen Theaterstücken mit.
2007 wirkte Bellman an einer modernen und von Coupling-Autor Steven Moffat geschriebenen BBC-Miniserie namens Jekyll mit. 2008 übernahm sie die Rolle der Betrügerin Sophie Devereaux in der TNT-Serie Leverage, die sie bis zum Ende der Serie 2012 spielte.

## Filmografie (Auswahl)
- 1984: Grange Hill (Fernsehserie, Folgen 7x08–7x09)
- 1985: König David (King David)
- 1989: Only Fools and Horses (Fernsehserie, Folge 6x04)
- 1989: Blackeyes (Mini-Serie, 1x01–1x04)
- 1992: Alles was ich mag (Vsetko co mam rad)
- 1996: Silent Trigger – Im Fadenkreuz des Killers (Silent Trigger)
- 1997: Die Bibel – David (David)
- 2000: Paranoid – 48 Stunden in seiner Gewalt (Paranoid)
- 2000: Du lebst noch 7 Tage (Seven Days to Live)
- 2000–2004: Coupling – Wer mit wem? (Coupling, Fernsehserie, 28 Folgen)
- 2003: Waking the Dead – Im Auftrag der Toten (Waking Dead, Fernsehserie, Folgen 3x07–3x08)
- 2005: Zerophilia – Heute er, morgen sie (Zerophilia)
- 2007: Hotel Babylon (Fernsehserie, Folge 2x02)
- 2007: Jekyll (Fernsehserie, Folgen 1x01–1x06)
- 2008: The Wrong Door (Fernsehserie, Folgen 1x02–1x03)
- 2008–2012: Leverage (Fernsehserie, 77 Folgen)
- 2013: Ripper Street (Fernsehserie, Folge 2x06)
- 2016: Die Habenichtse
- seit 2021: Leverage 2.0 (Leverage: Redemption, Fernsehserie)

## Auszeichnungen
Saturn Award
- 2010: Nominiert als beste TV-Nebendarstellerin für Leverage
- 2011: Nominiert als beste TV-Nebendarstellerin für Leverage